# 前馈神经网络

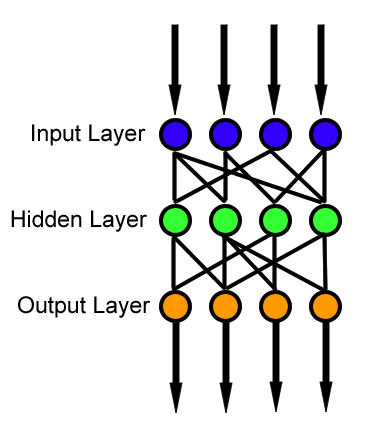
在前饋網路中，資訊總是朝一個方向移動，從來不會倒退。

前馈神经网络（英文：Feedforward Neural Network），是指神經網路的識別-推理架構。人工神經網路架構是以輸入乘上權重來獲得輸出（輸入對輸出）：前饋。循环神经网络或有迴圈的神經網路允許後處理階段的資訊回饋到前處理階段進行序列處理。然而，在推論的每個階段，前饋乘法仍然是核心，對於反向傳播或透過時間的反向傳播來說是不可或缺的。因此，神經網路不能包含負反饋或正反饋等回饋，在負反饋或正反饋中，輸出會回饋到相同的輸入並對其進行修改，因為這會形成一個無限循環，不可能通過反向傳播在時間上倒退以產生錯誤信號。這個問題和命名似乎是一些電腦科學家和其他研究腦部網路領域的科學家之間的混淆點。
前馈神经网络為人工智能領域中，最早发明的簡單人工神经网络类型。在它内部，参数从输入层向输出层单向传播。有異於循环神经网络，它的内部不会构成有向环。